# جيف لوك
جيف لوك (بالإنجليزية: Jeff Luc)‏ هو لاعب كرة قدم أمريكية أمريكي، ولد في 2 فبراير 1988 في ميامي في الولايات المتحدة.